# Benoît Millot

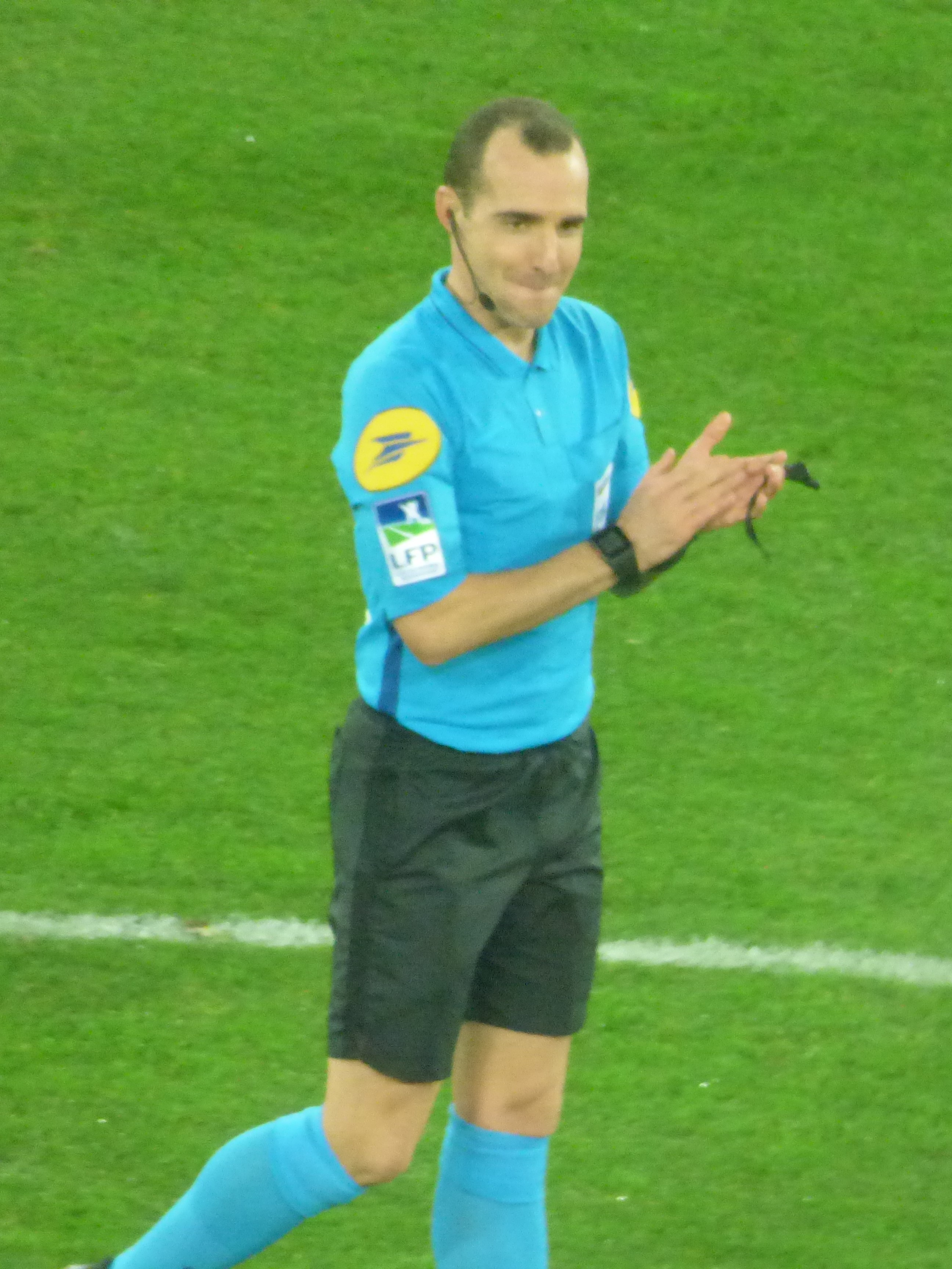
Benoît Millot (2018)

Benoît Millot (* 10. Januar 1982 in Châtenay-Malabry) ist ein französischer Fußballschiedsrichter.

## Karriere
Benoît Millot leitet seit der Saison 2010/11 Fußballspiele in der französischen Ligue 2, seit der Saison 2011/12 Spiele in der Ligue 1. Sein Debüt gab er bei der Partie FC Sochaux gegen SM Caen (1:2) am 13. August 2011.
Seit 2014 ist er FIFA-Schiedsrichter.
Am 8. November 2018 leitete er mit dem Spiel Akhisar Belediyespor gegen FC Sevilla (2:3) erstmals eine Partie in der UEFA Europa League.
Millot kam als Videoschiedsrichter ab dem Viertelfinale des Afrika-Cups 2019 in Ägypten zum Einsatz. Darüber hinaus war er Videoschiedsrichter bei der Klub-Weltmeisterschaft 2019 in Katar im Dezember 2019.
Beim Fußballturnier der Olympischen Sommerspiele 2020 in Japan wurde Millot als Videoschiedsrichter unter anderem in einem Halbfinale und im Spiel um Bronze der Männer als Videoschiedsrichter eingesetzt.
Auch bei der Europameisterschaft der Frauen 2022 in England im Juli 2022 wurde er als Videoschiedsrichter eingesetzt.
Im Ligaspiel zwischen Olympique Lyon und Stade Brest (2:1) am 2. März 2025 wurde er durch den Trainer von Olympique, Paulo Fonseca verbal attackiert. Millot verwies Fonseca mit einer Roten Karte auf die Tribüne. Fonseca wurde daraufhin für 9 Monate bis zum 30. November 2025 gesperrt. Die Mannschaftskabine darf dieser zudem bis zum 15. September 2025 nicht betreten.